# Боч, Геннадий Николаевич
Геннадий Николаевич Боч (1871—1942) — русский и советский педагог-ботаник и почвовед.

## Биография
Родился 21 августа (2 сентября) 1871 года. В 1896 году окончил Императорский Московский университет.
С 1905 года преподавал в Коммерческом училище в Лесном.
С 1918 года — профессор и до 1923 года — проректор по учебной части, затем — ректор Второго Петроградского педагогического института им. Н. А. Некрасова. С 1932 года — заведующий Музея Почвенного института им. В. В. Докучаева.
Научные исследования Г. Н. Боча были посвящены методике преподавания естествознания, в частности методике преподавания ботаники; автор более 20 научных трудов, напечатал ряд статей педагогического содержания в специальных журналах, издал учебник природоведения для средних учебных заведений «Растения» (СПб.: Сотрудник, 1913; 2-е изд., испр. — Петроград ; Киев : Сотрудник, 1916; Петербург; Стокгольм : Гржебин, 1921; 5-е изд., перераб. — Л.; М. : Гос. изд-во, 1925; 6-е изд. — М.; Л. : Гос. изд-во, 1926).
В 1910 году под редакцией Б. Е. Райкова и Г. Н. Боча вышла книга об основных принципах экскурсионной методики «Школьные экскурсии, их значение и организация»; в 1926 году появилась книга Экскурсия на Север: (Мурман и Хибины). (Л.: Гос. изд-во, 1926. — 115 с.: ил., к., табл.).

## Семья
В формулярном списке 1922 года членами его семьи были указаны: жена Мария и дети: Сергей — 15 лет, Геннадий — 14 лет, Наталья — 8 лет, Людмила — 4 года.